# Willi Winter
Willi Winter (* 11. März 1953 in Oberndorf am Neckar) ist ein deutscher Kabarettist und Puppenspieler.

## Leben
Er absolvierte ein Studium an der Pädagogischen Hochschule Freiburg, mit den Fächern Musik und Deutsch. 1981 legte er das 2. Staatsexamen für das Lehramt an Grund- und Hauptschulen ab und studierte an der Universität Freiburg, Volkskunde, Germanistik und Musikwissenschaft.
Von 1980 bis 1983 war er im Kabarett Schmeißfliege u. a. mit Matthias Deutschmann und Joschi Krüger tätig, von 1984 bis 1987 dann im Kabarett Din a Dry mit Volkmar Staub und Klaus Meier. Es folgten verschiedene Soloprogramme. 1991/1992 gehörte er dem Kabarett Showbiß und 1992 bis 1996 dem Kabarett Dammers & Winter an.
1996 siedelte er mit seiner Frau Maren Winter auf die finnische Inselgruppe Åland um. Gemeinsam gründeten sie das Figurentheater Winter und gaben Gastspiele in Skandinavien und Deutschland. Seit 2000 lebt das Ehepaar wieder in Deutschland und reist als Tourneetheater durch den gesamten deutschsprachigen Raum. 2003 wurde das Kabarett Dammers & Winter wiederbelebt. Als Schauspieler wirkte er 2007 in der NDR-Fernsehdokumentation „Der wahre Schatz des Störtebeker“ (Buch und Regie: Arne Lorenz) mit. 